# Lourival de Carvalho
Pour les articles homonymes, voir Carvalho.
Lourival de Carvalho (Niterói, 1892 – Rio de Janeiro, 1956), appelé populairement par son nom de scène Louro, est un compositeur, arrangeur musical, clarinettiste, saxophoniste et contrebassiste brésilien.
Interprète de chorão reconnu sur la scène musicale de Rio de Janeiro depuis la Belle Époque brésilienne (pt) jusqu'au milieu des années 1950, il est un compositeur brésilien d'une grande qualité musicale dont l'œuvre a été quelque peu oubliée.

## Biographie

### Jeunesse et formation
Lourival Inácio de Carvalho naît le 22 avril 1894 dans le quartier de Barreto, dans la ville de Niterói, où il grandit dans un milieu pauvre. Il s'intéresse dès l'âge de huit ans à la musique, et a même l'idée de jouer avec des boîtes d'allumettes pour improviser le son d'instruments à vent, en jouant quelques chansons de l'époque.
Enfant, il entre à l'usine textile Companhia Manufatora Fluminense, dont il est voisin. Là, en raison de son nom et de ses cheveux blonds, il est surnommé « Louro » (blond, laurier). Quand il grandit, il devient un clarinettiste populaire, et il commence à étudier la musique dans l'orchestre de l'usine, le Centro Musical Fluminense,.
Il se fait remarquer et est invité à organiser la fanfare de Rio Bonito (Rio de Janeiro), qu'il commence à diriger alors qu'il n'a que 16 ans.

### Carrière

#### Urubu Malandro
Il devient le chef d'orchestre du groupe Vinte e Um de Abril dans la ville de Capivari, où il se fait connaître lorsqu'il crée une adaptation et procède au premier enregistrement du thème populaire d'Urubu Malandro, en 1913,,.
Le titre officieux de « Samba do urubu » lui est donné et il est classé comme « danse caractéristique ». Cependant, les spécialistes débattent de sa paternité. Le thème original, une polka, aurait été composé par Francisco Antônio dos Santos en l'honneur du Grupo dos Urubus Malandros du Clube dos Fenianos et édité en 1894 par Buschmann et Guimarães. Louro serait néanmoins l'auteur des variations qui l'ont rendu populaire, Urubu malandro étant un thème folklorique ancien de la région nord de l'État de Rio de Janeiro. « Excellent pour l'improvisation », c'est l'un des thèmes préférés de Pixinguinha et d'autres maîtres du choro pour interpréter des variations. 

#### Grupo do Louro
Il quitte l'orchestre puis crée le Grupo do Louro, composé de clarinette, cavaquinho et violão, et commence à jouer dans des fêtes, des bals, des théâtres et des cinémas à Rio de Janeiro et à Niterói. À partir de 1913, il réalise des dizaines d'enregistrements avec son groupe pour Casa Edison ou Phoenix, jouant des choros, des sambas (Moleque vagabundo), des polkas (Olga no choro), des mazurkas (A Moça), des scottishs, des valses (Bela), des maxixes, des xotes (As mágoas do Louro) ainsi que des tangos (Louro na zona, Catinga de mulato et O boi no coqueiro) de son cru, ainsi que des compositions d'Anacleto de Medeiros (pt) (la polka Sentida), Ernesto Nazareth (la polka Ameno Resedá), Azevedo Lemos, José Belisário, Otávio Dutra (la polka Bela madrugada) et Donga (la samba Se a bomba arrebenta), notamment,.
Les enregistrements d'Urubu Malandro et de Moleque Vagabundo sont leurs plus grands succès,.
Dans les années 1920, le Grupo do Louro est présent à la Festa da Penha aux côtés des groupes de Caninha, Pixinguinha, Donga et Sinhô. Habitué du festival, on raconte que pour défier le flûtiste Alfredinho, il a gravi les marches de l'église de Penha en jouant sa composition Choro do galo.
Lourival Ignácio de Carvalho meurt le 17 juin 1956.